# Empena

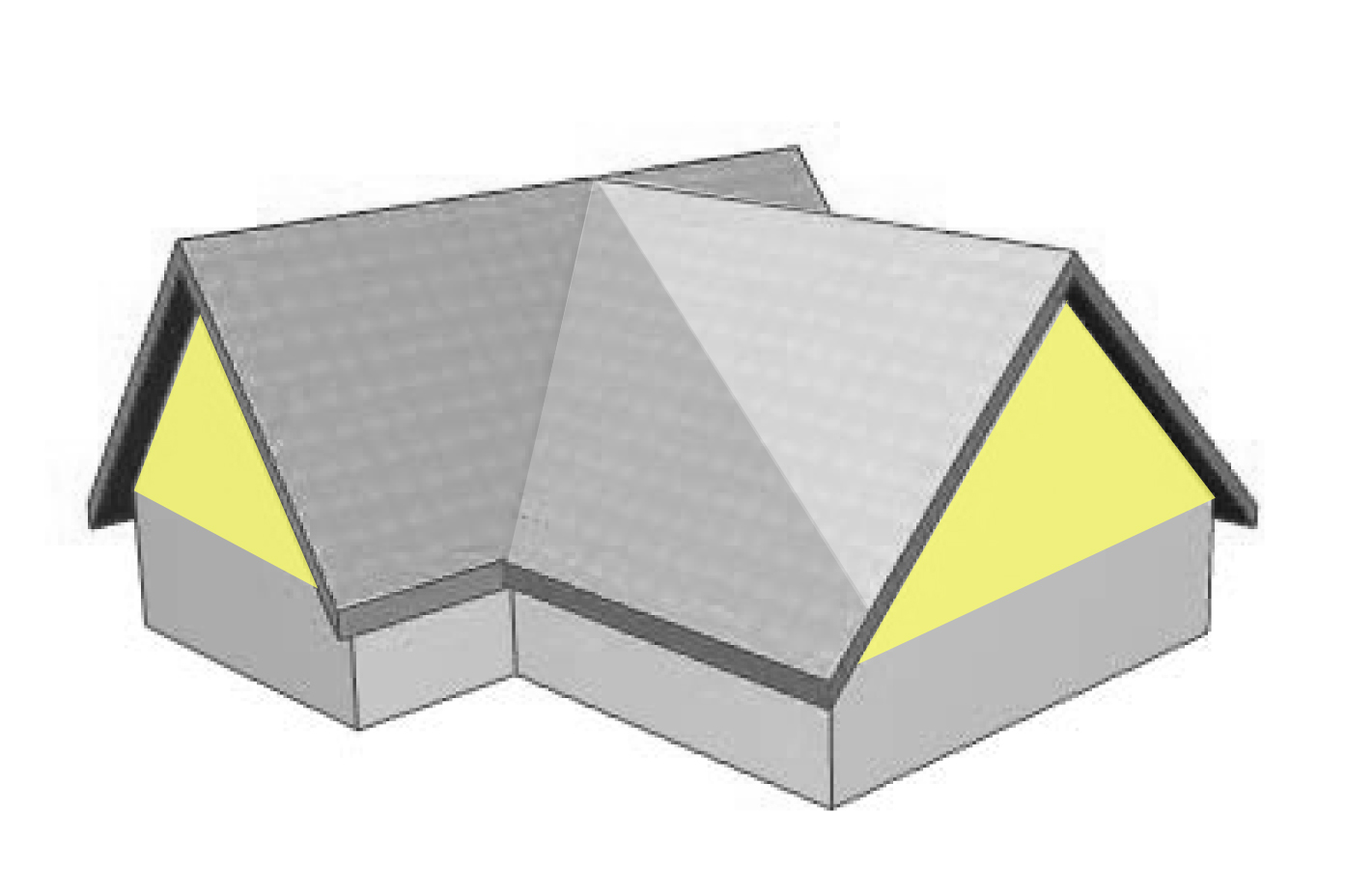
Empena

Empena, também conhecida como outão (grafia alternativa oitão), é a parte lateral de um edifício, sem janelas ou aberturas. As empenas podem corresponder à parte superior das paredes externas, geralmente em forma de triângulo, situadas acima do forro, nas quais assenta a cumeeira dos telhados de duas águas.
Os outões também podem ser a parede de um edifício em que encosta outro edifício ou mesmo a meia-parede partilhada pelos dois edifícios.
Nas fachadas principais, nalguns casos, a empena pode configurar as duas peças laterais do frontão.

## Etimologia
A palavra «outão» provém do latim altānus, que significa «vento de Su-sudoeste; vento terrestre».